# Prato (Toscana)
Prato es una ciudad italiana, capital de la provincia de Prato, en la región de la Toscana. Sus 195.213 habitantes la convierten en la segunda ciudad más grande de la Toscana, solo por detrás de Florencia. Tres elementos le dan fama: su industria textil (y su importante minoría china), su historia y los cantucci.

## Geografía física

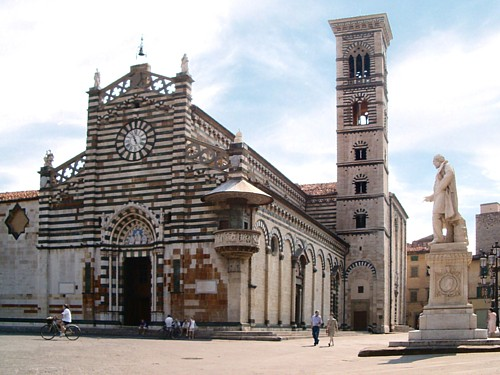
Catedral de Prato

### Ubicación
Prato se encuentra en el norte de la Toscana, en el centro de la llanura Florencia-Prato-Pistoia, a unos 20 kilómetros de Florencia. 

### Orografía
El centro histórico se eleva a una altitud de 61 metros sobre el nivel del mar, aunque la altitud mínima de la ciudad se registra a 32 metros, en Cascine di Tavola, y la máxima, a 818 metros en la cumbre del monte Cantagrilli, el relieve sureste de las montañas Calvana (en los Subapeninos) que marca la frontera con el municipio de Calenzano.

### Hidrografía
El área urbana y una gran parte del territorio municipal de Prato se extienden en la zona llana entre el curso del río Bisenzio al norte y el torrente Ombrone Pistoiese al sur. La llanura está atravesada por arroyos y canales menores que fluyen hacia los dos ríos principales; mientras que los periféricos tienen generalmente un origen propio, los semicentrales, denominados balsas, constituyen un sistema de canalización artificial que, distintamente, en el pasado abastecía de agua a las distintas zonas de la ciudad y recogía las aguas residuales para su depuración. Por la ciudad discurre el río Bisenzio, afluente del Arno, que atraviesa longitudinalmente el término municipal desde Santa Lucia hasta Mezzana, bordeando las murallas de Prato en Porta Mercatale. 

### Clima
El clima de la ciudad se caracteriza por inviernos bastante fríos y moderadamente secos, con una mínima absoluta de -13,8 °C los días 10 y 11 de enero de 1985, y veranos calurosos y a veces bochornosos, con una máxima absoluta de 41,8 °C el 5 de agosto en 2003, registrada en la estación meteorológica de Prato San Niccolò (dicha estación entró en funcionamiento en 1996; otras estaciones generan datos desde 1932, aunque faltan algunos años de la Segunda Guerra Mundial). La precipitación en la ciudad es de alrededor de 950 mm de media por año y se concentran principalmente en otoño, con un máximo secundario en primavera; el verano es la estación más seca en promedio.
Clasificación climática (Köppen): zona D, 1668 GG

### Riesgos naturales
El Estado italiano divide su territorio en diversas zonas en función de su intensidad sísmica. El municipio de Prato es zona 3 (sismicidad media-baja), aunque otros municipios de la provincia se hallan en zona 2. Parte del territorio municipal fue el epicentro del terremoto del Valle de Bisenzio del 26 de junio de 1899, que alcanzó magnitud 5,1 en la escala de Richter y grado VII en la escala de Mercalli. Un sismo de similar intensidad también se produjo durante el terremoto de Mugello del 29 de junio de 1919

## Historia

### Prehistoria e Historia Antigua
Algunos hallazgos atestiguan que la zona montañosa que rodea a Prato ya estaba habitada desde el Paleolítico. En la localidad de Galceti, cerca de las primeras colinas del norte, se encontró una "estación" musteriense, da hace unos 35.000 años; por el tipo de hallazgos encontrados, se puede suponer con certeza que la zona ya estaba destinada a una gran producción y exportación de herramientas de jaspe, fácilmente encontradas en el cerro. En el actual centro histórico también se documentan descubrimientos esporádicos de útiles del Neolítico y de la Edad del Bronce, mientras que al otro lado de las Calvana se evidencian algunas estructuras arquitectónicas civiles y funerarias (incluyendo un cementerio que fue destruido en los años cincuenta) atribuido a los ligures o a las poblaciones autóctonas de la Edad del Bronce. La llanura de Prato fue posteriormente habitada por los etruscos, como lo demuestran los recientes hallazgos arqueológicos en la zona, destinados a reescribir la historia de estos lugares.
En 1997 salió a la luz una impresionante ciudad etrusca en la zona de Gonfienti, cerca del municipio de Campi Bisenzio, un hallazgo importante, pues hasta entonces se pensaba que antes de la época romana el territorio de la llanura no había sido colonizado. Las excavaciones han demostrado que la ciudad, cuyos hallazgos datan del siglo VI a. C., no era para nada pequeña, y había estructuras para tejido e hilado. La ciudad tenía caminos bien planificados (lo que indica una presencia constante en el territorio de los etruscos), con un camino de más de diez metros de ancho y una extensión considerable (hay unas 30 hectáreas sujetas a restricciones por parte de la Superintendencia). En su interior se encontró una domus de unos 1440 m² (la más grande anterior a la Roma imperial), desarrollada siguiendo el modelo de las villas pompeyanas (pero datando de algunos siglos antes) con una red de canales de agua todavía en funcionamiento en parte y una cantidad excepcional de cerámica griega de figuras rojas y negro, sobre el que destaca un kylix atribuido a uno de los más importantes artistas griegos del siglo V a. C., Duris, y valiosas antefijas con figuras femeninas. La evidencia de la existencia de una ciudad etrusca en el sitio ya se había hipotetizado durante el siglo XVIII, cuando se recopilaron varios hallazgos de esa época (incluido el llamado "ofertante" exhibido en el Museo Británico); la bautizaron en aquella época como "Bisentia". La ciudad, aunque solo se puede adivinar parcialmente debido a la rápida urbanización en su área, estaba casi seguro conectada comercialmente a Misa-Marzabotto para favorecer los intercambios a través de los Apeninos, a lo largo de la ruta que conectaba las ciudades de Espina y Pisa durante el siglo VI y el siglo V a. C., hasta que declinó casi repentinamente a finales del siglo V a. C., por circunstancias aún poco claras. Tras su desaparición no hay rastros documentales pero podemos suponer con bastante probabilidad que los propios habitantes tomaron medidas para trasladarse a zonas más protegidas frente a los ataques de los celtas del norte).De hecho, la ciudad, que no tenía murallas, se desarrolló a partir de un proyecto urbanístico que parecería anticipar la estructura de las ciudades hipodámicas, factor posibilitado por la estabilidad que se había producido en el norte de Etruria en el lapso de tiempo que separa la batalla contra los griegos focios (540 a. C.) y la conquista de Veyes por Roma (396 a. C.), y el consiguiente desplazamiento hacia el norte del tradicional centro de gravedad etrusco de la zona sur de la Toscana. 
Finalmente, la llanura fue habitada por los romanos (por ella pasaba la Vía Cassia, en el tramo que unía Florencia con Pistoya, en el camino a Luni). Los historiadores han situado Ad Solaria, un lugar de descanso que aparece en la famosa Tabula Peutingeriana, cerca de la ciudad etrusca. 

### Edad Media
En la Alta Edad Media, la llanura vio deteriorarse las infraestructuras hídricas romanas, y algunas partes de ella, presumiblemente en la zona sur, se tornaron pantanosas. En la zona aparecieron bizantinos y luego  longobardos, cuya presencia está documentada sobre todo en las zonas montañosas y de piedemonte.
Después del asedio de 1107 por las tropas de Matilde de Canossa, los condes Alberti se retiraron a sus castillos en el Val di Bisenzio y la ciudad comenzó a configurarse como municipio libre. Es un ejemplo bastante raro de municipio independiente que surgió en un centro urbano que no constituía una diócesis; por eso, durante siglos, Prato nunca fue definida como "civitas", sino sólo como "terra". Sin duda, fue uno de los primeros municipios italianos en dotarse de un estatuto, ya redactado a mediados del siglo XIII. Durante dos siglos, Prato experimentó una fuerte expansión urbana (casi se alcanzaron 15.000 habitantes), debido a la floreciente industria de la lana y la fuerte devoción a una reliquia recién llegada: el Santo Cíngulo. 
En el siglo XIII Prato estuvo bajo la dependencia del emperador Federico II de Suabia y de su hijo Conrado IV. La urbanización se evidencia en la necesidad de construir dos nuevos círculos de murallas, uno a mediados del siglo XII y otro a partir del 1300. 
Un episodio en 1312 vio agudizarse la rivalidad con la cercana Pistoya, cuando el canónigo de dicha ciudad, Giovanni di Ser Landetto, apodado 'Musciattino', intentó robar el Santo Cíngulo. En 1326, para escapar de los objetivos expansionistas de Florencia y de sus propias luchas internas entre las familias más ricas por el control administrativo, la ciudad se sometió a Roberto de Anjou, rey de Nápoles. El 23 de febrero de 1351 Juana de Anjou vendió la ciudad a Florencia por 17.500 florines de oro; la vinculación de Prato y Florencia hasta 1992, cuando se creó la provincia de Prato. Aún hoy, sigue habiendo rivalidad regional entre Florencia, Pistoya y Prato.

### Edad Moderna. El Saqueo de Prato (1512)
A pesar de la pérdida de la libertad, Prato continuó desarrollándose siguiendo el destino de Florencia, hasta que la ciudad fue víctima de la política exterior florentina.
Italia se convirtió durante la primera mitad del siglo XVI en un difícil tablero político en el que se enfrentaban las principales potencias europeas en una serie de guerras conocidas como las Guerras de Italia. Una de esas primeras guerras fue la Guerra de la Liga de Cambrai, en la que el papa Julio II trató de restablecer el poder papal en los Estados Pontificios, para lo que creó una Liga Santa en 1511. Derrotada Venecia, el siguiente enemigo era Francia, que tenía como aliado Florencia. El ejército de la Liga Santa, al mando de Ramón Folch de Cardona-Anglesola, sitió y conquistó Prato el 29 de agosto de 1512. El Saqueo de Prato fue muy importante en el contexto general de la guerra, no ya tanto por los efectos devastadores sobre la propia ciudad (que comenzó una decadencia que duraría dos siglos), sino porque supuso la rendición de la República Florentina, que entregó Florencia sin batalla (para evitarle la misma suerte que a Prato) y aceptó la restauración de los Médici.
En 1653, Prato obtuvo finalmente el codiciado estatus de ciudad y diócesis (únicamente intramuros y con el obispo en comunión con Pistoya). Este título dio un nuevo desarrollo a la economía local y la urbanización: para la ocasión la Fontana del Bacchino fue encargada por Ferdinando Tacca.
En el siglo XVIII, con el ascenso de la Casa de Lorena al frente del Gran Ducado de Toscana, la ciudad se embelleció y experimentó también un notable desarrollo cultural, que fue impulsado por los propios grandes duques.

### Edad Contemporánea.El Manchester de la Toscana
En el siglo XIX, Prato experimentó un notable renacimiento industrial principalmente a través del trabajo de Giovan Battista Mazzoni . Para describir la industria textil de la ciudad, el historiador Emanuele Repetti llamó a Prato "el Manchester de la Toscana". Tras la unificación de Italia prosiguió una fortísima industrialización (sobre todo en el sector textil) y se inició un crecimiento demográfico, en virtud del cual la ciudad salió del círculo de las murallas del siglo XIV. En 1901 la ciudad pasó el umbral de los 50.000 habitantes. La concentración de fábricas textiles fue tan alta que Prato se hizo famosa como la ciudad de las cien chimeneas. Tras la Segunda Guerra Mundial, cuando el progreso tecnológico dejó obsoletas las antiguas fábricas, las grandes chimeneas de ladrillo desaparecieron, salvo algunas que aún se mantienen en pie como hallazgos de la arqueología industrial.
Durante la Segunda Guerra Mundial la ciudad se vio afectada por entre septiembre de 1943 y marzo de 1944 por violentos bombardeos destinados a destruir el aparato industrial y el nudo ferroviario. En el mismo período, comenzaron a formarse unidades de partisanos en las colinas de los Apeninos cerca de la ciudad. El 4 de marzo de 1944, los trabajadores textiles fueron los protagonistas de una huelga general que se prolongó durante los días siguientes, bloqueando la producción y representando un importante acto político en una ciudad ocupada por los alemanes. En las semanas siguientes, una redada de los fascistas dio paso a la deportación a Alemania de 360 trabajadores (elegidos sobre todo entre los huelguistas); solo 20 de ellos volverán con vida. En septiembre de 1944, los partidarios de la Brigada Buricchi fueron capturados y ahorcados en Figline Valdarno. Una vez liberada la ciudad, ocupada por los partisanos antes de la llegada de los aliados, a partir del 5 de septiembre de 1944 se produjeron episodios de violencia y represalias contra personas conocidas como fascistas por los partisanos; en particular, al menos 10 personas murieron en la masacre del Castillo del Emperador Prato está entre las ciudades condecoradas al valor militar por la guerra de liberación, galardonada con la medalla de plata al valor militar por los sacrificios de sus poblaciones y por la actividad en la lucha partisana durante la Segunda Guerra Mundial, fue la primera ciudad por debajo de la Línea Gótica completamente liberada por los partisanos.
El aumento demográfico y económico más impresionante ocurrió después de la Segunda Guerra Mundial cuando, en las décadas de 1960 y 1970, la inmigración sustancial de todas las regiones del sur duplicó la población residente, proporcionando mano de obra para la industria textil cada vez más vital. Paralelamente al desarrollo económico y demográfico, la ciudad experimentó un nuevo gran crecimiento urbano, especialmente desordenado y que dará vida a innumerables mestizajes entre pequeñas actividades productivas y edificios residenciales según un modelo típico de ciudad en el que primaban las pequeñas y muy pequeñas empresas con relaciones laborales basadas en la externalización de procesos individuales a terceros del ciclo productivo. En este desorden urbano se construyeron ilegalmente innumerables edificios, incluso después de la entrada en vigor del plan maestro. Este uso no autorizado representó un fenómeno nuevo y relevante para una ciudad del centro-norte y no se limitó a pequeños edificios, sino que también involucró grandes condominios e incluso dos barrios completos, "il Cantiere" e "il Guado", habitados principalmente por inmigrantes de la Italia meridional. En la década de 1990, la ciudad muestra los primeros signos de declive industrial, pero, a la vez, se produce una revitalización por una nueva y muy importante ola migratoria, esta vez procedente de países extracomunitarios y, en particular, de China. 
Gracias al crecimiento, en 1992 Prato se convirtió en una de las nuevas ocho provincias italianas, rompiendo así siglos de dependencia administrativa de Florencia. Además de liberarse del control político de Florencia, Prato también se liberó del control religioso de Pistoya con la creación de una diócesis ya totalmente autónoma unas décadas antes (1954). La segunda mitad del siglo XX trae, pues, el reconocimiento de la importancia de Prato en la Toscana, sin que ello obste para que subsistan rivalidades regionales.

## Demografía
Como polo industrial, Prato no ha dejado de crecer desde el siglo XIX, y su crecimiento se ha acelerado desde la década de los años 10 a causa de la segunda gran oleada de inmigración (de Europa oriental y China). La población italiana decrece.
Prato es conocida por la enorme comunidad china, que se coloca solo por detrás de algunas grandes capitales nacionales europeas. Viven censados en Prato unos 30.000 chinos, lo cual convierte a la ciudad toscana, en porcentaje y en números absolutos, en uno de los principales destinos de emigración china en Europa. En 1989 solo se contaban en Prato 38 chinos, pero todo cambió a partir de los 90, cuando la inmigración comenzó a crecer muy rápidamente. Inicialmente se trataba de inmigrantes que ya estaban presentes en la Toscana y, en particular, en Campi Bisenzio, donde se habían incorporado a la industria de la marroquinería como trabajadores por cuenta propia desde principios de los años ochenta. Aquellos primeros inmigrantes chinos fueron un salvavidas para la industria local, que pudo pagar bajos salarios para subsistir frente a la creciente competencia, precisamente, de productos chinos y ganar tiempo para reconvertirse. Posteriormente, la inmigración provino de la propia China, de Wenzhou, en la provincia de Zhejiang (una ciudad con dos características singulares: la alta proporción de cristianos, aunque protestantes, y su importante industria de botones, zapatos y gafas); de Wenzhou y Qingtian proviene cerca de la mitad de la inmigración china registrada en Europa. Con el tiempo la comunidad china ha ido escalando en la estructura empresarial: de trabajadores a propietarios de pequeños negocios y, de ahí, a controlar la cadena de valor. La relación con la comunidad china ha sido un tema político municipal candente en Prato.
En Prato la comunidad china se centra en el textil; en Florencia, en la marroquinería.

## Economía

### La industria textil
La economía de Prato se basa históricamente en la industria textil. El distrito textil de Prato se compone de unos 7 000 empresas del sector de la moda (de las cuales más de 2 000 trabajan en textiles en sentido estricto). Se generan solo en Prato unos 2 000 millones de euros en exportaciones. Prato produce en serie 3 millones de metros de tejido al día, una parte de los cuales acaba en los productos de las marcas emergentes del distrito y otra, en las colecciones de los grandes nombres del sector: Gucci, Prada, o Ferragamo, todas muy arraigadas en el territorio. Prato es el centro de moda prêt-à-porter italiano más importante.
Ya se ha comentado que la ciudad etrusca tenía industria de hilado. El río Bisenzio y su cono de desagüe fluvial, con pendiente natural, fueron usados en la Alta Edad Media para instalar un gran sistema de molinos que permitió el florecimiento de una industria textil, lanera y molinera . Los trabajadores de la lana de Prato se especializaron cada vez más en el procesamiento de alto valor añadido de las lanas, muchas de ellas procedentes de la península Ibérica. Se unieron en el Gremio de la Lana para regular la fabricación y el comercio de telas con estatutos, actualizados a lo largo del tiempo (el Arte de Calimala de Florencia, al que pertenecían conocidas familias florentinas, como los Strozzi).
Francesco di Marco Datini, el Mercader de Prato (probablemente el mercader italiano mejor estudiado del siglo XIV, gracias a su archivo, descubierto accidentalmente en el XIX), dio un gran impulso comercial a la actividad textil de la ciudad (aunque la sede de sus negocios estaba en Florencia), mediante la importancia de lanas y tintes preciosos para transformarlos en caros textiles. Buen parte de su comercio se hacía con puertos de la corona de Aragón; en particular, Barcelona, Valencia y Mallorca.
Mientras comenzaba la Revolución Industrial en Inglaterra, Giovan Battista Mazzoni, erudito y técnico mecánico, perfeccionó las máquinas de hilar y diseñó otras nuevas para cardar. Gracias también a su trabajo, entre 1850-60 ya estaba en uso el proceso de regeneración de retazos de telas de sastrería, chompas y ropa usada. Este material, procedente de diversas partes del mundo, fue cuidadosamente seleccionado y transformado mecánicamente en la denominada lana regenerada que permitió producir, incluso mezclado con lana virgen, tejidos cardados de todo tipo a precios competitivos. Estos productos conquistaron los mercados mundiales y el negocio textil de Prato progresó de manera decisiva y constante.
En 1912 fue instituido el Sindicato de Industriales de Prato, con la afiliación inmediata de 109 empresarios.
Entre 1929 y 1933 el negocio textil sufrió una crisis mundial, así como la política autárquica fascista. Sin embargo, Prato mantuvo su posición consolidada en el mercado, tanto que se probaron con éxito nuevas fibras artificiales.
Entre 1941 y 1944 la industria textil de Prato sufrió un duro golpe a causa de los bombardeos, pero este negro periodo fue seguido por otro muy floreciente, después de la liberación, debido a la gran demanda de ropa y otros productos, que superaba con creces el producto manufacturado. Después de unos treinta años de crecimiento prácticamente ininterrumpido, hacia mediados de los años ochenta, la demanda de tejidos de lana regenerada cardada cayó y el sistema productivo local atravesó una profunda crisis hasta principios de los noventa, con una estructura reducida en número de empresas (sobre todo subcontratas) y trabajadores textiles, transformada en el tipo de productos (de tejidos de lana regenerada de calidad media-baja a tejidos de lana y otras fibras de calidad media-alta) y en parte de las cadenas de valor (uso de productos semiacabados producidos fuera del distrito, a menudo en el extranjero). Hoy apenas quedan grupos verticalmente integrados.

#### Las prendas de punto
En los años de gran crecimiento, junto a la producción de tejidos cardados de lana regenerada, se había desarrollado el género de punto, un sector que, a pesar de haberse reducido por la crisis de los años ochenta, aún contaba con más de mil empresas a finales de esa década. Con la recuperación de la producción en la década de 1990, las fábricas de géneros de punto de Prato encontraron cada vez más dificultades para encontrar trabajadores a domicilio y subcontratistas nativos dispuestos a coser los géneros de punto; fue entonces cuando llegaron los primeros chinos a Prato. 
También en el campo de las prendas de punto, Prato ha conquistado una posición de liderazgo en el "Made in Italy".

## Ciudades hermanadas
- Albemarle (Estados Unidos)
- Bir Lehlu (Sáhara Occidental)
- Bovino (Italia)
- Changzhou (China)
- Ebensee (Austria)
- Harare (Zimbabue)
- Nam Định (Vietnam)
- Roubaix (Francia)
- Sarajevo (Bosnia-Herzegovina)
- Tomaszów Mazowiecki (Polonia)
- Wangen im Allgäu (Alemania)
- Wenzhou (China)